# Claterna boudinoti
Claterna boudinoti là một loài bướm đêm trong họ Noctuidae.